# Црни штит Фолворта
Црни штит Фолворта (енгл. The Black Shield of Falworth) је амерички историјско-авантуристички филм из 1954. године, режисера Рудолфа Матеа, према сценарију који је Оскар Бродни написао на основу романа Men of Iron Хауарда Пајла. Главне улоге у филму тумаче Тони Кертис, Џенет Ли, Дејвид Фарар, Барбара Раш и Херберт Маршал, а радња је смештена у средњовековну Енглеску и прати младог сељанина Мајлса Фолворта, који се обучава за витеза.

## Радња
Мајлс и његова сестра Мег живе у потаји на фарми у Крисби-Дејлу са својим старатељем Диконом Боуманом, како би били заштићени од пресуде о изопштењу коју је над њиховом породицом изрекао енглески краљ Хенри IV, пошто је њихов отац (неправедно) оптужен за издају и убијен од стране ерла од Албана. Када ловачка дружина коју чине ерл од Албана, господар Крисби-Дејла и још један племић, сер Роберт, сврате на њихову фарму ради окрепљења, Мајлс их отера након што покушају да нападну његову сестру.
Овај сукоб убрзава Диконов план да их пошаље у замак Макворт у Дарбиширу, како би били под заштитом Вилијама, ерла од Макворта, блиског пријатеља њиховог оца. Он у Мајлсу види човека који коначно може да ослободи Енглеску од злокобних интрига ерла од Албана. Под вођством сер Џејмса, Маквортовог инструктора штитоноша и војника, који га тренира строже од других, Мајлс пролази обуку – прво као штитоноша, а потом као витез. На крају га витезом проглашава сам краљ Хенри IV.
Његово проглашење за витеза доводи до хапшења због издаје, на основу исте оне пресуде о изопштењу која је погодила и његовог оца, за кога се открива да је био ерл од Фолворта. Мајлс захтева, и добија, право на двобој против ерла од Албана који је оклеветао његовог оца. Побеђује га у двобоју који се претвара у покушај убиства краља, и тако спречава Албанову заверу да преузме енглески престо. Након тога, краљ Хенри му враћа породично име, племићки чин и имања.
Мајлс, који се током боравка у замку заљубио у леди Ен, ћерку ерла од Макворта, коначно може да је запроси, пошто је доказао своју вредност. Макворт му даје благослов, и две породице се уједињују.

## Улоге
| Глумац          | Улога                    |
| --------------- | ------------------------ |
| Тони Кертис     | Мајлс                    |
| Џенет Ли        | леди Ен                  |
| Дејвид Фарар    | ерл од Албана            |
| Барбара Раш     | Мег                      |
| Херберт Маршал  | Вилијам, ерл од Макворта |
| Торин Тачер     | сер Џејмс                |
| Ден О’Херлихи   | принц Хенри              |
| Патрик О’Нил    | Волтер Блант             |
| Крејг Хил       | Франсис Гаскојн          |
| Ијан Кит        | краљ Хенри IV            |
| Дорис Лојд      | дама Елен                |
| Рис Вилијамс    | Дикон Боуман             |
| Леонард Муди    | фратар Едвард            |
| Морис Марсак    | гроф од Вермоа           |
| Лео Брит        | сер Роберт               |
| Чарлс Фицсимонс | Џајлс                    |
| Гари Монтгомери | Питер                    |
| Клод Алистер    | сер Џорџ                 |
| Робин Камп      | Роџер Инголдсби          |
| Николас Костер  | Хамфри                   |
| Ремзи Хил       | сер Чарлс                |
| Дејмијан О’Флин | сер Александар           |